# Mutten
Mutten é uma comuna da Suíça, no Cantão Grisões, com cerca de 82 habitantes. Estende-se por uma área de 9,91 km², de densidade populacional de 8 hab/km². Confina com as seguintes comunas: Sils im Domleschg, Stierva, Vaz/Obervaz, Zillis-Reischen.
A língua oficial nesta comuna é o Alemão.